# Polenanlage in Zuchwil

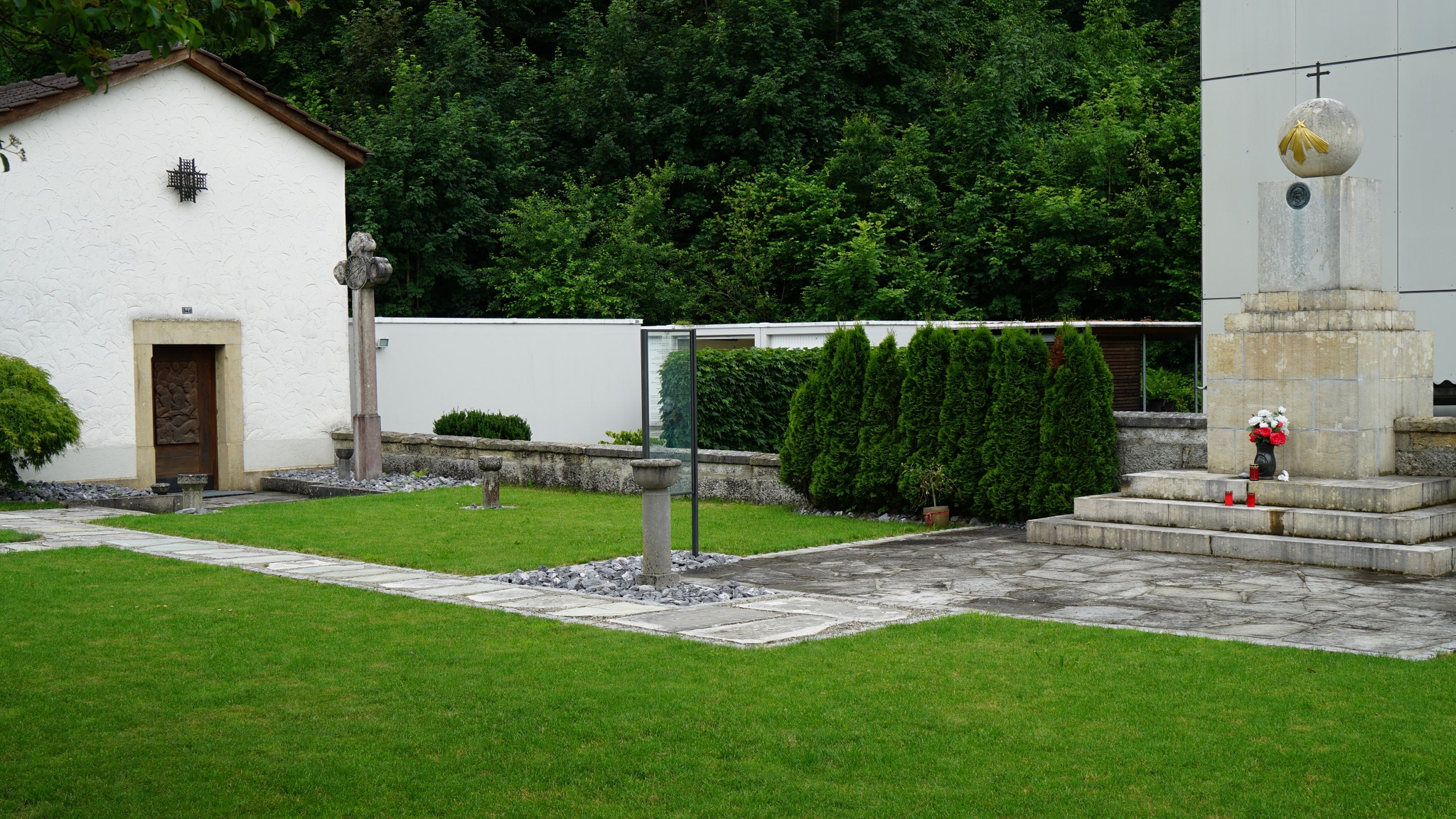
Polenkapelle (links), Grabdenkmal (rechts; 2021)

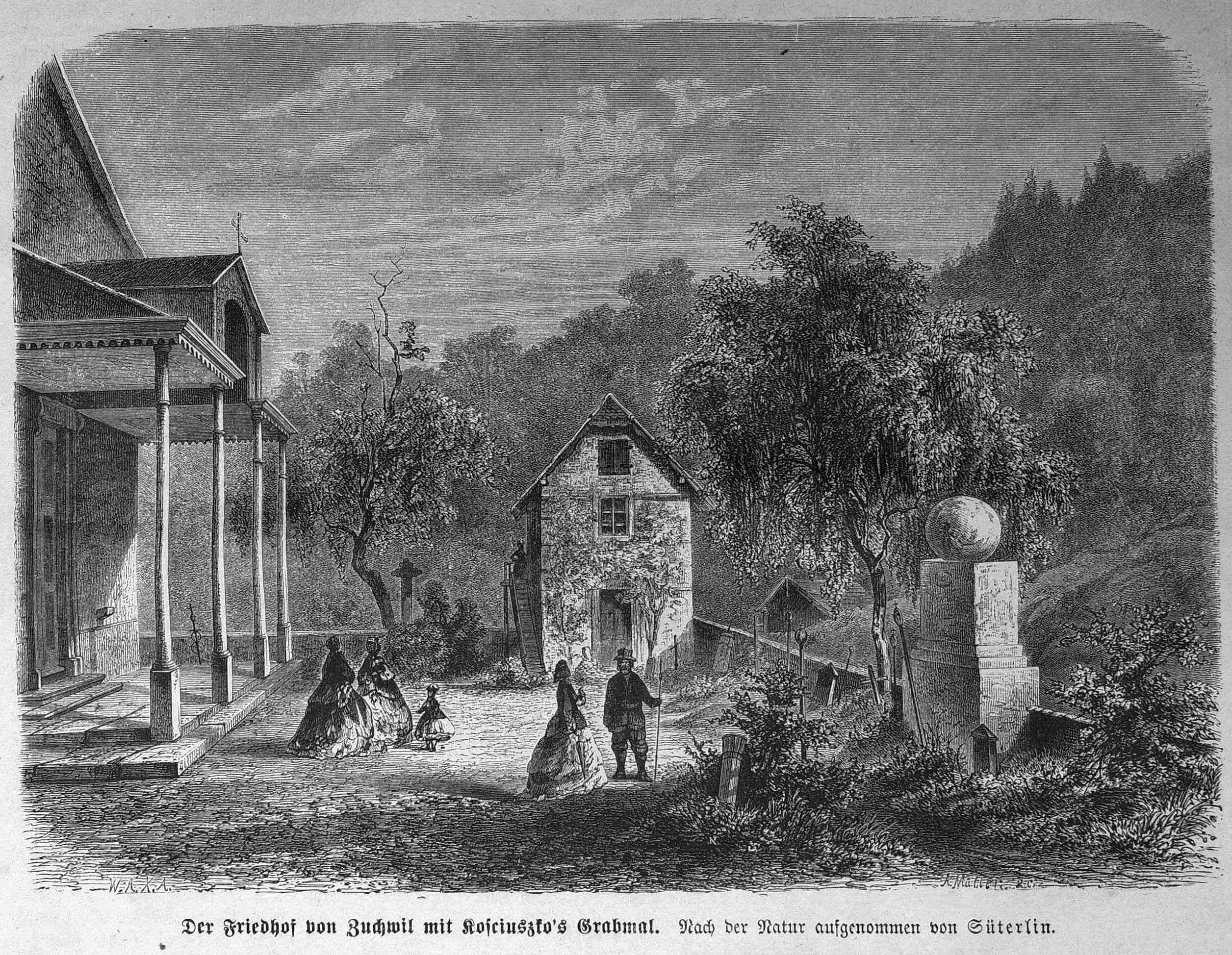
Gesamtansicht von 1868 («Die Gartenlaube»)

Die Polenanlage in Zuchwil wurde 1941/1942 in Zuchwil im Schweizer Kanton Solothurn angelegt. Sie umfasst ein Grabdenkmal für den polnischen Freiheitshelden Tadeusz Kościuszko von 1817 und die Polenkapelle als Gedenkstätte für die zweite polnische Schützendivision.

## Lage
Die Polenanlage umfasst den westlichen Teil des ehemaligen Friedhofs neben der römisch-katholischen St.-Martins-Kirche von 1956. Adresse ist die Hauptstrasse 32.

## Geschichte
In der Südwestecke des Friedhofes stand ein Beinhaus, das Mitte des 18. Jahrhunderts zur Allerseelenkapelle umgestaltet wurde. Die Grundmauern reichen bis in die Zeit des Frühmittelalters zurück. Das Gebäude diente auch als Aufbahrungsraum.
Am 17. Oktober 1817 wurden die Eingeweide (lateinisch viscera) Kościuszkos in Zuchwil bestattet. Xaver Zeltner, der Gastgeber des Helden, liess noch im selben Jahr ein Grabdenkmal errichten, das heute noch besteht. Das polnische Ehepaar Olizar liess 1832 die Kapelle neu ausstatten und zwei Trauerweiden setzen. In den Jahren nach polnischen Aufständen war die Grabstätte zwischen 1832 und 1864 häufig Ziel von Flüchtlingen, die ihre Namen an der Kapelle hinterliessen. Donatorinnen liessen 1869 die Kapelle zu einer Nothelferkapelle umgestalten. Zum hundertsten Todestag von Tadeusz Reytan errichtete der Polenverein der Schweiz 1880 ein Denkmal beim Osteingang des Friedhofs, das später wegen Baufälligkeit abgerissen werden musste.
In den Jahren 1941 und 1942 finanzierte das Hilfskomitee «Pro Polonia» in Solothurn die Renovation des Kosciuszko-Denkmals, die Gestaltung der Anlage und den grundlegenden Umbau der Kapelle. Dabei wurde das obere Geschoss abgetragen. Gestaltung und Arbeiten übernahmen internierte Künstler und Soldaten. Die Anlage wurde am 9. November 1941 eingeweiht, die Kapelle am 1. November des folgenden Jahres. Sie ist seitdem Eigentum der Kirchgemeinde Zuchwil und wird durch die Kosciuszko-Gesellschaft in Solothurn betreut. Die letzte Renovation erfolgte 2010 durch polnische Restauratoren.
Die kleine benachbarte St.-Martins-Kirche von 1581 wurde 1953 abgerissen und durch einen Neubau ersetzt, der 1956 eingeweiht wurde.

## Beschreibung

### Umfang
Die Anlage umfasst heute:
- Ein altes Steinkreuz neben der Kapelle
- Das Grabdenkmal mit den Eingeweiden von Tadeusz Kościuszko von 1817
- Eine steinerne Bank mit Schweizerkreuz und Adler sowie der Inschrift: «IN ERINNERUNG DER 2. POLN. DIV. 18. VI. 1940»[1]
- Ein Denkmal für Tadeusz Reytan von 1941
- Die «Polenkapelle» von 1942
  - Der Altar zeigt nur drei der vier Evangelisten, da Pfarrer Oskar Stampfli mit Unterstützung von Bischof Franziskus von Streng für eine Aufstellung an der Wand entschied.
  - Aus diesem Grund zeigt das Deckenfresko unter anderem den Pfarrer als Teufel.
- Eine in Stahl und Glas ausgeführte, viersprachige Informationstafel zum Leben von Tadeusz Kościuszko

### Beteiligte Künstler
Die Künstler kamen vom Internierten-Hochschullager Winterthur nach Zuchwil:
- Jan Lewiński, Leutnant und Architekt der Kapelle
- Zygmunt Stankiewicz (1914–2010), Bildhauer des Altars
- Tadeusz Fuss-Kaden (1914–1985), Maler des Deckengemäldes
- Zbigniew Bem, Silberschild mit der Schwarzen Madonna vom Tor der Morgenröte (Matka Boska Ostrobramska) in Wilna
- Franciszek Rutkowski, Fenstergitter und Kerzenträger
- Eichenbank von Korporal Polachowski
- Gedenktafel mit Cicero-Zitat von Korporal Jodzewicz.

## Fussnoten
1. ↑  Datum der Internierung: 18. Juni 1940.

Koordinaten: 47° 12′ 9,8″ N, 7° 33′ 19,6″ O; CH1903: 608852 / 227981